# Ga Banwol
Ga Banwol là ga đường sắt trên Tàu điện ngầm vùng thủ đô Seoul tuyến 4. Nó nằm ở thành phố Ansan.

## Bố trí ga
| ↑ Daeyami   |
| \| ２       |
| Sangnoksu ↓ |

| １ | ● Tuyến 4 | → Hướng đi Ansan · Oido →                                             |
| ２ | ● Tuyến 4 | ← Hướng đi Geumjeong · Sadang · đại học Hansung · Danggogae · Jinjeop |